# Iohanisfeld, Timiș
Iohanisfeld (în germană Johannisfeld, în maghiară Jánosföld, în traducere „Câmpul lui Johann”) este un sat în comuna Otelec din județul Timiș, Banat, România.

## Localizare
Iohanisfeld se găsește în sud-vestul județului Timiș, între Canalul Bega și Râul Timiș, la circa 4 km distanță de granița cu Serbia. Este traversat de drumul național DN59B Cărpiniș - Deta.
Iohanisfeld este punct terminal pentru calea ferată Cărpiniș-Ionel, dată în folosință în anul 1895. În trecut circulau pe această linie 4 perechi de trenuri pe zi, care asigurau din Ghertiamoș  (Cărpiniș) legătura cu Timișoara.
Cea mai apropiată localitate este Meda, în Serbia, însă nu există un punct vamal direct. Celelalte localități vecine sunt Otelec (6 km), Foeni (7 km) și Ivanda (8 km).

## Istoric
Localitatea a fost înființată de coloniștii germani (șvabi bănățeni) în 1805, la circa 90 de ani de la începutul colonizării Banatului. Aceștia erau veniți în mare parte din localități învecinate, pe domeniile grofului Johann Buttler cu care au încheiat contracte de arendă. Coloniștii s-au stabilit rapid, la numai 2 ani de la construcția primelor case, iar ei au început și construcția primei școli. 
În 1924, după unirea Banatului cu România, numele localității a fost schimbat în Ionești, după care s-a revenit la denumirea Iohanisfeld. În perioada comunistă denumirea oficială a fost din nou schimbată, de această dată în Ionel. Prin legea nr. 108/2008, publicată în Monitorul Oficial nr. 364 din 9 mai 2008 a fost înființată comuna Otelec, având în componență satele Otelec și Iohanisfeld.
În anul 1951 populația aptă de muncă a căzut victimă deportărilor în Bărăgan. La întoarcerea în sat, care a fost permisă în 1956, terenurile agricole au fost colectivizate.

## Demografie
La recensământul din 1930 localitatea Iohanisfeld număra 1.730 de locuitori, dintre care 1.656 germani, 29 maghiari, 23 români, 21 sârbi ș.a. Sub aspect confesional populația era alcătuită din 1.672 romano-catolici, 45 ortodocși și 13 luterani.